# Comuna Kalînivka, Ivanivka
Kalînivka (în ucraineană Калинівка) este o comună în raionul Ivanivka, regiunea Odesa, Ucraina, formată din satele Djuhastrove, Hudevîceve, Kalînivka (reședința), Novakove, Sokolove și Vovkove.

## Demografie
Componența lingvistică a comunei Kalînivka
     Ucraineană (87,63%)
     Română (9,14%)
     Rusă (2,39%)
     Alte limbi (0,36%)
Conform recensământului din 2001, majoritatea populației comunei Kalînivka era vorbitoare de ucraineană (87,63%), existând în minoritate și vorbitori de română (9,14%) și rusă (2,39%).